# Lugano Rebels
I Lugano Rebels sono una squadra di football americano  di Lugano. Fondati nel 2015, da una scissione dai Lugano Lakers a loro volta riassorbiti nel 2017. Militano nel 2022 in LNC, dopo 2 campionati in LNB. Hanno raggiunto la finale della LNC per ben 4 volte (2016, 2018, 2019, 2022), senza mai vincere.

## Dettaglio stagioni

### Tackle football

#### Tornei nazionali

##### Lega B
| Stagione | regular season | regular season | regular season | regular season | regular season | regular season | playoff | playoff | playoff | playoff | playoff | playoff   | playoff    |
|          | Vin            | Par            | Per            | Tot            | PF             | PS             | Vin     | Per     | Tot     | PF      | PS      | risultato | avversaria |
| -------- | -------------- | -------------- | -------------- | -------------- | -------------- | -------------- | ------- | ------- | ------- | ------- | ------- | --------- | ---------- |
| 2021     | 1              | 1              | 4              | 6              | 48             | 117            | -       | -       | -       | -       | -       | -         | -          |
| Totale   | 1              | 1              | 4              | 6              | 48             | 117            | -       | -       | -       | -       | -       |           |            |

Fonte: Sito storico SAFVl>

##### Lega C
| Stagione | regular season | regular season | regular season | regular season | regular season | regular season | playoff | playoff | playoff | playoff | playoff | playoff   | playoff             |
|          | Vin            | Par            | Per            | Tot            | PF             | PS             | Vin     | Per     | Tot     | PF      | PS      | risultato | avversaria          |
| -------- | -------------- | -------------- | -------------- | -------------- | -------------- | -------------- | ------- | ------- | ------- | ------- | ------- | --------- | ------------------- |
| 2016     | 6              | 0              | 2              | 8              | 176            | 87             | 0       | 1       | 1       | 8       | 9       | Finale    | Argovia Pirates     |
| 2017     | 5              | 0              | 3              | 8              | 200            | 103            | -       | -       | -       | -       | -       | -         | -                   |
| 2018     | 6              | 0              | 2              | 8              | 208            | 54             | 0       | 1       | 1       | 0       | 7       | Finale    | Geneva Whoppers     |
| 2019     | 8              | 0              | 1              | 9              | 325            | 45             | -       | -       | -       | -       | -       | -         | -                   |
| 2022     | 6              | 0              | 4              | 10             | 309            | 172            | 1       | 1       | 2       | 14      | 34      | Finale    | Langenthal Invaders |
| 2023     | 2              | 0              | 5              | 7              | 103            | 197            | -       | -       | -       | -       | -       | -         | -                   |
| 2024     | 1              | 0              | 7              | 8              | 81             | 182            | -       | -       | -       | -       | -       | -         | -                   |
| Totale   | 34             | 0              | 26             | 58             | 1402           | 840            | 1       | 3       | 4       | 22      | 50      |           |                     |

Fonte: Sito storico SAFVl>

## Confronti con altre squadre
Dati aggiornati al 7 luglio 2019.

### Saldo positivo
| Squadra               | Giocate | Vinte | Pareggiate | Perse | Punti Fatti | Punti Subiti | Differenza | Ultima partita |
| --------------------- | ------- | ----- | ---------- | ----- | ----------- | ------------ | ---------- | -------------- |
| Midland Bouncers      | 6       | 4     | 0          | 2     | 136         | 66           | +70        | 16 giugno 2019 |
| Lumberjacks Chur      | 4       | 4     | 0          | 0     | 122         | 26           | +96        | 29 aprile 2018 |
| Langenthal Invaders   | 2       | 2     | 0          | 0     | 91          | 8            | +83        | 29 giugno 2019 |
| Neuchâtel Knights     | 2       | 2     | 0          | 0     | 63          | 14           | +49        | 25 marzo 2018  |
| SFU Phénix            | 2       | 2     | 0          | 0     | 109         | 0            | +109       | 3 giugno 2018  |
| Zurich State Spartans | 2       | 2     | 0          | 0     | 68          | 17           | +51        | 23 giugno 2019 |
| Fribourg Cardinals    | 1       | 1     | 0          | 0     | 34          | 6            | +28        | 10 giugno 2018 |
| Morges Bandits        | 1       | 1     | 0          | 0     | 30          | 15           | +15        | 20 maggio 2018 |
| Solothurn Ducks       | 1       | 1     | 0          | 0     | 66          | 0            | +66        | 19 maggio 2019 |

### Saldo in pareggio
| Squadra             | Giocate | Vinte | Pareggiate | Perse | Punti Fatti | Punti Subiti | Differenza | Ultima partita |
| ------------------- | ------- | ----- | ---------- | ----- | ----------- | ------------ | ---------- | -------------- |
| Schaffhausen Sharks | 6       | 3     | 0          | 3     | 92          | 65           | +27        | 2 giugno 2019  |
| Geneva Whoppers     | 2       | 1     | 0          | 1     | 21          | 21           | 0          | 23 giugno 2018 |

### Saldo negativo
| Squadra            | Giocate | Vinte | Pareggiate | Perse | Punti Fatti | Punti Subiti | Differenza | Ultima partita |
| ------------------ | ------- | ----- | ---------- | ----- | ----------- | ------------ | ---------- | -------------- |
| Sankt Gallen Bears | 3       | 1     | 0          | 2     | 33          | 38           | -5         | 14 maggio 2017 |
| Argovia Pirates    | 2       | 0     | 0          | 2     | 21          | 36           | -15        | 25 giugno 2016 |

## Roster
| Roster dei Rebels Lugano (2019) |
| --- |
| Quarterback - 7 Stefano Terzaghi - 15 Andrea Colosio Running Back - 23 Luca Zaccaria - 27 Leonardo Patrick Azevedo - 33 Andrés Silva Pabst - 40 Cesare Alberti Wide Receiver - 5 Elia Richina - 25 Daniel Arrondo - 83 Jean Stefanelli - 87 Andrea Bazzurri Tight End - 88 Mirko Bernasconi - 89 Aurelio Ribeiro Da Souza Offensive Linemen - 46 Enrico Guerra - 59 Claudio Andoli - 63 Simone Bernasconi C - 64 Luca Pinto OL/DL - 65 Marko Čupić - 66 Gerard Lusenti - 67 Alan Gianola - 71 Omar Gianola - 72 Francesco Sorrentino - 77 Mariano Canale Defensive Linemen - 31 Lorenzo Terzaghi - 54 Eros Beccaria - 57 Raphael Dobmann - 69 Davide Fieramosca - 90 Giorgio Zamboni - 92 Riccardo Gaffurini - 93 Janice Kiala - 94 Joao Luca Dias Fernandes - 96 Nicolò Lotti - 96 Mattia Damonte Linebacker - 28 Vitaliy Shalom Sichkar K - 45 Carlo Cassina - 52 Sean De Stefano - 57 Niccolò Fani - 55 Aramis Conceprio Defensive Back - 6 Timofii Sichkar CB - 8 Leonardo Di Mauro CB/SS - 11 Mattia Ambrosini CB - 24 Elias Fontana CB - 34 Victor Hugo Araujo Azevedo CB - 37 Enrico Ongaro SS - 38 Stefano Antoni FS - 48 Alex Marco Studer CB - 49 Noam De Rienzo SS Special Team Coaching staff Riccardo Robecchi |

## Staff

### Riepilogo fasi finali disputate
| Anno              | Luogo      | Evento | Fase del torneo | Incontro                            | Risultato     |
| 25 giugno 2016    | Buchs      | Lega C | Finale          | Argovia Pirates - Lugano Rebels     | 9 - 8         |
| 23 giugno 2018    |            | Lega C | Finale          | Geneva Whoppers - Lugano Rebels     | 7 - 0         |
| 27-28 luglio 2019 |            | Lega C | Finale          | Lausanne LUCAF Owls - Lugano Rebels | 0 - 50 d.g.s. |
| 17 luglio 2022    | Langenthal | Lega C | Finale          | Langenthal Invaders - Lugano Rebels | 28 - 7        |

## Palmarès
- 1 Lega C (2019)